# Коман
Коман (грч. Κόμανος, Команос) је насељено место у општини Еордеја у периферији Западна Македонија, Грчка. Према попису из 2021. године било је без становника.
Према бугарском географу и историчару, Василу Канчову, у Коману је 1900. године живело 360 Словена хришћана. Македонски историчар Тодор Симовски, наводи да је Коман био настањен словенским и турским становништвом. Године 1924. турско становништво је принудно исељено у Турску а на њихово место су насељене грчке избеглице. На попису из 1991. године село је имало 817 житеља, од чега су више од две трећине Словени. Због отварања рудника лигнита почетком 21. века сеоско земљиште је принудно откупљено а становништво исељено.